# 2018년 KBO 골든글러브
2018 KBO리그 골든글러브 시상식은 2018년 12월 10일 코엑스에서 개최되었다.

## 부분별 수상자
- 투수:린드블럼
- 포수:양의지[1]
- 1루수:박병호 (1986년)
- 2루수:안치홍
- 3루수:허경민
- 유격수:김하성
- 외야수:김재환 (야구 선수), 이정후, 전준우
- 지명타자:이대호

1. ↑  “NC다이노스 에 fa로 이적하였다.
하지만 당시엔 두산베어스소속이었다.
그다음날에 NC다이노스 로 이적하였다.”. |제목=에 라인 피드 문자가 있음(위치 20) (도움말)